# Lista de representantes permanentes da Eritreia nas Nações Unidas
Esta é uma lista de representantes permanentes da Eritreia, ou outros chefes de missão, junto da Organização das Nações Unidas em Nova Iorque.
A Eritreia foi admitida como membro das Nações Unidas a 28 de maio de 1993.
| Início | Término | Representante permanente (Chefe de missão) | Cargo                        | Credenciais |
| ------ | ------- | ------------------------------------------ | ---------------------------- | ----------- |
| 1993   | 1997    | Hagos Ghebrehiwet                          | Representante permanente     |             |
| 1997   | 2001    | Haile Menkerios                            | Representante permanente     | 1997-09-11  |
| 2001   | 2005    | Ahmed Baduri                               | Representante permanente     | 2001-02-08  |
| 2005   | 2014    | Araya Desta                                | Representante permanente     | 2005-12-14  |
| 2014   | 2016    | Girma Asmerom                              | Representante permanente     | 2014-04-23  |
| 2016   | atual   | Amanuel Giorgio                            | Encarregado de negócios a.i. | -           |